# Berta Nunes
Berta Ferreira Milheiro Nunes ComM (Santa Maria da Feira, Santa Maria de Lamas, 25 de outubro de 1955) é médica, e foi Secretária de Estado das Comunidades Portuguesas de 26 de outubro de 2019 até 30 de março de 2022.

## Estudos académicos
Realizou a instrução primária na antiga escola de Santa Maria de Lamas, e os estudos secundários no Liceu de Vila Nova de Gaia. Frequentou a Faculdade de Medicina da Universidade do Porto, em 1980. Doutorou-se em Medicina Comunitária em 1996 no Instituto de Ciências Biomédicas Abel Salazar com a Tese "Ideias e as Práticas dos Leigos em relação ao Corpo e à Saúde". 

## Carreira
Exerceu Medicina no Centro de Saúde de Alfândega da Fé de 1985 a 2006.
Membro do Conselho Consultivo e da Comissão, da Federação Nacional dos Sindicatos Médicos (FNAM) , de 1992 a 1995.
Pertenceu WONCA Rural, um grupo de médicos rurais a nível mundial que estuda e investiga as especificidades dos problemas de saúde nas zonas rurais.
Foi membro da Direção da EURIPA, uma associação europeia de médicos rurais até 2005.
Foi fundadora e Presidente da Associação para a Promoção do Bem Estar (APBE), uma associação juvenil que trabalhou na área da promoção da saúde desde 1995.
Foi co-fundadora da Liga de Amigos do Centro de Saúde de Alfândega da Fé  atualmente uma IPSS com muitos projetos inovadores na área da saúde e na área social
Foi diretora do Centro de Saúde de Alfândega da Fé de 1996 a 2002.
Orientadora de formação do internato de Clínica Geral desde 1999 e diretora do Internato no Distrito de Bragança em 2005.
Colaboradora da Faculdade de Medicina da Universidade do Porto, Departamento de Clínica Geral, até 2005, no âmbito do programa “contacto rural”, que permitia estágios a estudantes de medicina em Centro de Saúde rurais.
Coordenadora da Sub-Região de Saúde de Bragança de 2005 a 2009.
Diretora Executiva do Agrupamento de Centros de saúde do Nordeste (ACES) em 2009.
Candidatou-se pelo Partido Socialista à Presidência da Câmara Municipal de Alfândega da Fé nas eleições autárquicas de 2009, de onde saiu vencedora com 52% dos votos. Tomou posse a 2 de Novembro de 2009.
É deputada à Assembleia da República, eleita pelo PS no círculo de Bragança, na XV legislatura.

### Condecorações
- Prémio Fundação Eng. António de Almeida pela melhor nota nacional de 17,4 valores, do curso de medicina. (29 de Junho de 1980)
- Comendadora da Ordem do Mérito, atribuída pela Presidente da República Jorge Sampaio, [10]pelos serviços prestados na área da saúde. (8 de Março de 2003)
- Foi condecorada com a medalha de mérito pela Ordem dos Médicos [2]. (12 de Novembro de 2014)